# Koszelewy
Koszelewy (niem. Groß Koschlau) – wieś w Polsce, położona w województwie warmińsko-mazurskim, w powiecie działdowskim, w gminie Rybno.
Po wojnie siedziba gminy Żabiny. W latach 1954–1957 wieś należała i była siedzibą władz gromady Koszelewy, po jej zniesieniu w gromadzie Żabiny. W latach 1975–1998 miejscowość administracyjnie należała do województwa ciechanowskiego.
Znajduje się pomiędzy Działdowem a Lidzbarkiem Welskim, w pobliżu trasy kolejowej Warszawa-Gdańsk. 

## Zabytki
Do wojewódzkiego rejestru zabytków wpisane są obiekty:
- kościół par. pw. Podwyższenia Krzyża Świętego, szach., 1926-27, drewniany kościół o konstrukcji zrębowej z 1926, który posiada cechy neobarokowe, obok wolnostojąca drewniana dzwonnica
- zespół pałacowy, XVIII-XIX, 
  - pałac, neoklasycystyczny XIX-wieczny, w złym stanie technicznym, na krótszej osi ryzality, do 1994 mieściła się tu biblioteka. Obok folwark z kuźnią podcieniową z końca XIX w[5].
  - park

## Linki zewnętrzne

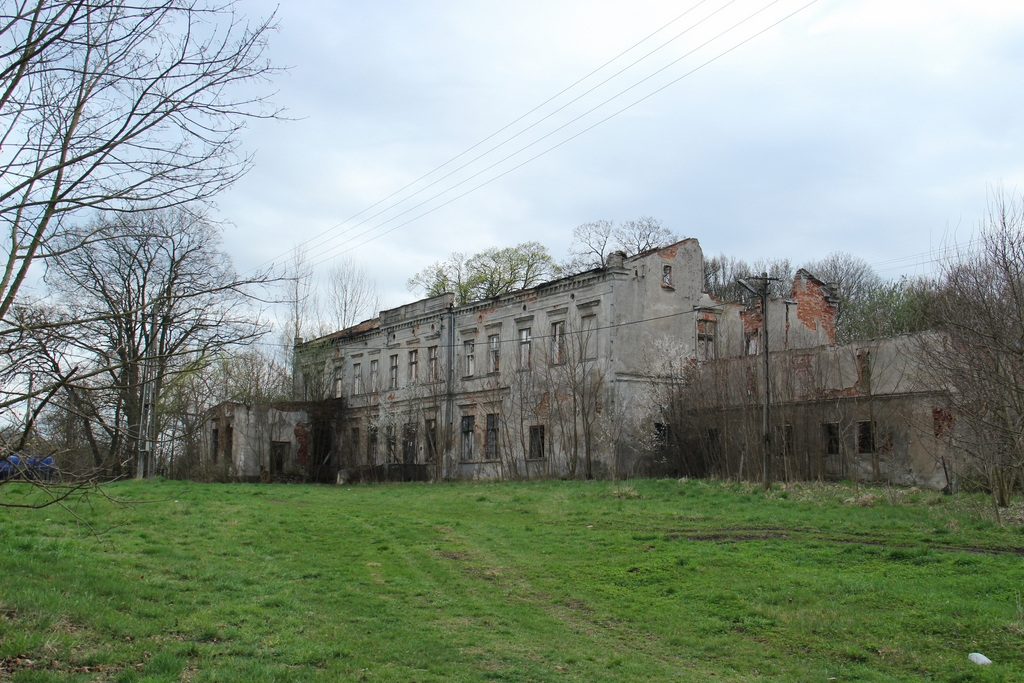
Pałac